# Public Eye
Public Eye, ehemals Erklärung von Bern (EvB), ist eine schweizerische nichtstaatliche Organisation (NGO) mit rund 29'000 Mitgliedern (Stand 2025) und Geschäftsstellen in Zürich und Lausanne. Mit investigativen Recherchen und öffentlichen Kampagnen setzt sich Public Eye dafür ein, dass Schweizer Unternehmen und die Schweizer Politik ihre Verantwortung zur weltweiten Achtung der Menschenrechte wahrnehmen.

## Aktivitäten
Public Eye ist eine unabhängige Schweizer Nichtregierungsorganisation, die sich für eine gerechte Globalisierung und die Einhaltung der Menschenrechte durch Unternehmen mit Sitz in der Schweiz einsetzt. 
In der Schweiz engagiert sie sich mit Recherchen, Lobbyarbeit, pointierten Kampagnen, sie interveniert zusammen mit Partnerorganisationen und themenspezifischen Netzwerken aber auch bei internationalen Institutionen wie der WHO, der Weltbank, dem Internationalen Währungsfonds, der FAO oder der OECD. 
In der Schweiz gibt es zudem zehn Regionalgruppen von Public Eye, in denen sich rund 300 Freiwillige für die Anliegen der Organisation einsetzen
. 
Public Eye arbeitet schwerpunktmässig in folgenden Bereichen:
- Agrarrohstoff-Handel
- Corporate Capture
- Handelspolitik
- Konzernverantwortung und Unternehmensregulierung
- Korruption und Geldwäscherei
- Kritischer Konsum und Kreislaufwirtschaft
- Mode und Textilwirtschaft (Kampagne für Saubere Kleidung)
- Pestizide und Landwirtschaft
- Pharmaindustrie und Medikamente
- Rohstoffhandel
- Saatgut und Patente

## Geschichte
Die Erklärung von Bern wurde im 1968 von einer Gruppe vorwiegend reformierter Theologen, zu denen u. a. André Biéler, Kurt Marti und Max Geiger gehörten, in Form eines Manifestes über „die Schweiz und die Entwicklungsländer“ formuliert. 1000 Personen unterzeichneten dieses Manifest und verpflichteten sich, 3 % ihres Einkommens für die Entwicklungszusammenarbeit zu spenden. 1971 wurde die Erklärung von Bern als Verein konstituiert. Unterdessen hat der Verein mehr als 28'000 Mitglieder. Er wird von Mitgliederbeiträgen, Spenden, Legaten und Projektbeiträgen getragen.
Die Generalversammlung beschloss 2016, die Organisation in Public Eye umzubenennen. Begründet wurde dies damit, der neue Name sei selbsterklärend, sprachübergreifend und durch die von der damaligen Erklärung von Bern organisierte Davoser Gegenveranstaltung zum Weltwirtschaftsforum (WEF), Public Eye on Davos, bereits in der Öffentlichkeit bekannt.

## Aktionen und Kampagnen

### Konsum

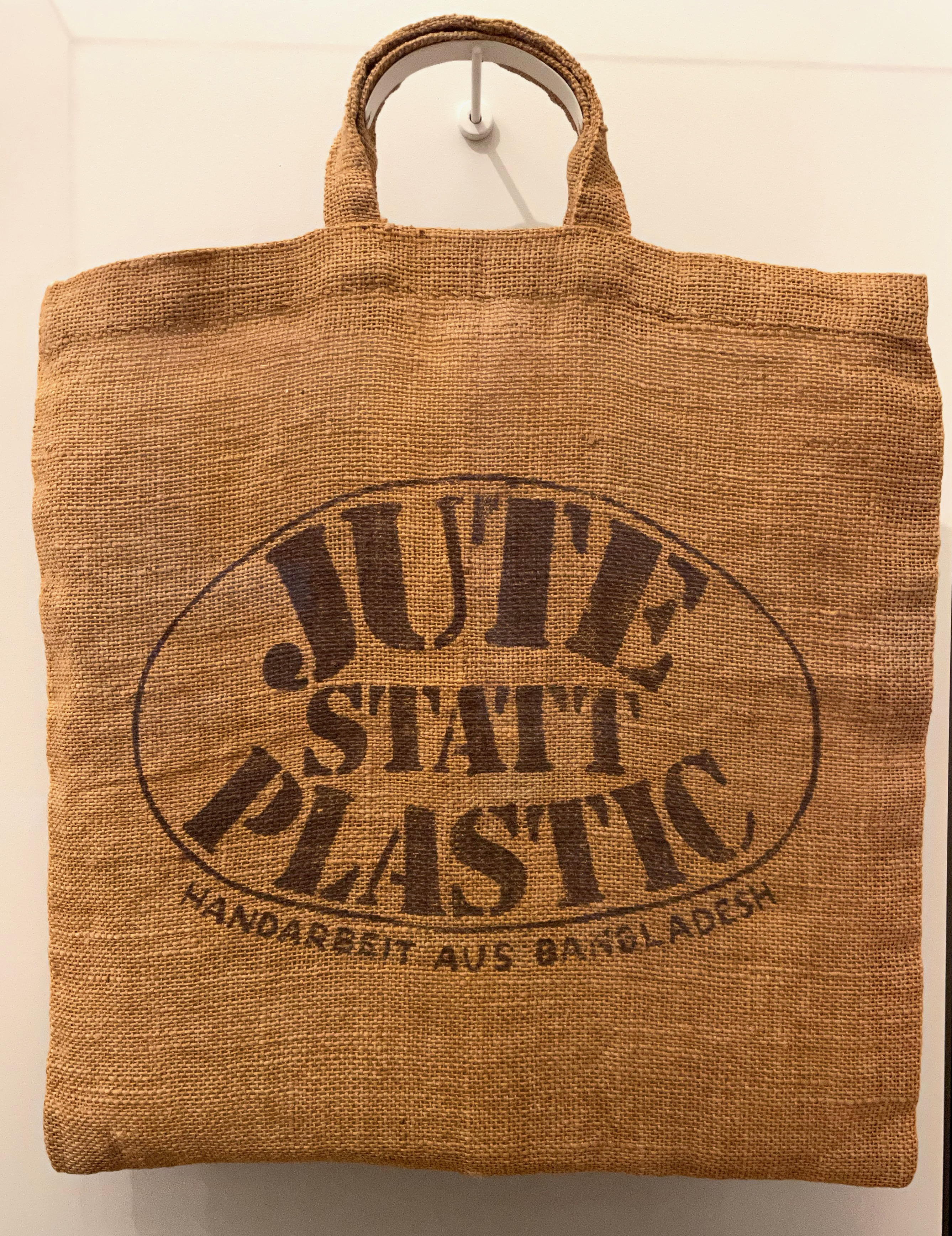
Jutetasche

Konsumenten können mit ihrem Verhalten die Produzenten und damit das gesamte Wirtschaftsgefüge beeinflussen. Um diesen Einfluss zu nutzen, fördert Public Eye seit ihren Anfängen den fairen Handel. Bewusster Konsum und gemeinsame Aktionen in der Öffentlichkeit können das Verhalten grosser Konzerne beeinflussen. 1974 ebnete die EvB durch die Lancierung von Fairtrade-Kaffee aus Tansania den Weg für Drittweltläden. Bei der Kampagne „Jute statt Plastik“ wurden 250'000 fair gehandelte Jutetaschen aus Bangladesch verkauft. Ein Jahr später wurde die Gründung der Importgenossenschaft OS3 initiiert, 1977 wurde diese von verschiedenen Hilfswerken gegründet. 1997 ging aus der Importgenossenschaft OS3 die claro fair trade AG hervor.
1997 lancierte die EvB gemeinsam mit terre des hommes schweiz die Kampagne „Let’s go fair“ – für gerecht produzierte Sportschuhe.
Im Frühjahr 2009 startete die Schoggi-Kampagne. Die EvB forderte Transparenz und eine faire Preispolitik, damit Kinderarbeit nicht die Regel in der Kakaoproduktion ist.

#### Clean-Clothes-Kampagne
Zusammen mit Brot für alle und Fastenopfer startete die EvB in der Schweiz die Kampagne für Saubere Kleidung, die sich für die Rechte der Arbeiter und eine Verbesserung der Arbeitsbedingungen in der internationalen Bekleidungs- und Sportartikelindustrie einsetzt. 2001 wurde eine Kampagne gegen den Wäschehersteller Triumph durchgeführt, der in Burma produziert. Im Olympiajahr 2004 wurde mit Prêt-à-partager eine kritische Beurteilung von 29 Bekleidungsfirmen veröffentlicht. Im Jahr 2010 mobilisiert die Kampagne «10 Rappen» in neun Wochen 31'425 Protestnoten von Konsumierenden, die von Kleiderfirmen die Bezahlung von existenzsichernden Löhnen fordern. Die Clean Clothes Campaign unterstützt mit dieser Kampagne die Asian-Floor-Wage-Allianz.

### Banken und Finanzplatz Schweiz
Die EvB lancierte 1978 eine eigene Kampagne für die Bankeninitiative und gründet mit befreundeten Organisationen die Fachstelle Aktion Finanzplatz Schweiz – Dritte Welt (AFP), um die Beziehungen der Entwicklungsländer gegenüber dem Finanzplatz Schweiz und den Schweizer Banken zu thematisieren. Zusammen mit der Fachstelle führte die EvB 1991 die Kampagne „für eine Schweiz ohne Fluchtgelder“ durch, welche von 153 Organisationen unterstützt wurde und dazu führte, dass der Schweizer Bundesrat das Rechtshilfegesetz überarbeitet.
Eine Umfrage der EvB im 1982 zeigte, dass in der Schweiz ein grosses Interesse an einer Bank mit sozialen und ökologischen Zielsetzungen besteht. Eine 1988 gegründete Arbeitsgruppe für eine alternative Bank in der Schweiz führte schliesslich 1990 zur Gründung der Alternativen Bank Schweiz.
2003 wurde das Tax Justice Network gegründet.
2004 wurde eine Kampagne gegen Beihilfe zur Steuerhinterziehung lanciert, 2009 forderte die EvB zusammen mit Attac und Denknetz die Aufhebung der Unterscheidung zwischen Steuerhinterziehung und Steuerbetrug, sowie den automatischen Informationsaustausch mit ausländischen Steuerbehörden.

### Landwirtschaft / Biodiversität / Patente
Die Erklärung von Bern analysierte die Auswirkungen der Firmenpolitik des Schweizer Konzerns Syngenta in ärmeren Ländern. Im Zentrum der Kritik stand unter anderem das Herbizid Paraquat. 2001 lancierte die EvB eine weltweite Kampagne gegen Paraquat.
Ein weiteres Beispiel für Kampagnen im Bereich Pestizide ist die Aktion „Vorsicht Blumen“, die 1989 zum Valentinstag stattfand. Sie zeigt die Problematik des zunehmenden Blumen-Imports aus Drittweltländern und der Pestizide auf, mit denen die Blumen gespritzt werden.
Die Erklärung von Bern gehört zu den Gründungsorganisationen des am 25. Juni 1990 gegründeten Vereins Schweizer Allianz Gentechfrei (SAG).
Public Eye setzt sich ebenfalls gegen die Patentansprüche Syngentas auf wichtige Gensequenzen von Nutzpflanzen ein.
Die Erklärung von Bern engagiert sich ebenfalls für einen einfachen Zugang zu Medikamenten und das Menschenrecht auf Gesundheit.

### Konzernverantwortung

#### Public Eye on Davos
Von 2001 bis 2004 organisierte Public Eye während des Weltwirtschaftsforums als Gegenkonferenz das Public Eye on Davos. Von 2005 bis 2015 vergab Public Eye (ab 2009 mit Greenpeace) in Davos den Negativpreis Public Eye Awards und rückte damit die aus Sicht von Public Eye fehlende Unternehmensverantwortung internationaler Konzerne ins Bewusstsein der Öffentlichkeit.

## Jahresbericht
Im Jahresbericht 2022 veröffentlichte Public Eye u. a. nachfolgende Kennzahlen:
- Bilanz-Aktiva: 5 114 053CHF (davon 1 952 234 CHF im Posten Flüssige Mittel)
- Bilanz-Passiva: dto. (davon 4 692 045 CHF bei Total Organisationskapital)
- Ertrag: 6 290 978 CHF (davon 3 195 605 CHF an Spenden)
- Aufwand: 6 347 742 CHF (davon 4 578 281 CHF Total Projektaufwand)
- Jahresergebnis: -176 295 CHF (3 %; Zuweisung/Verwendung Organisationskapital)

## Veröffentlichungen
- Regula Renschler, Roy Preiswerk (Hrsg.): Das Gift der frühen Jahre. Rassismus in der Jugendliteratur. Lenos, Basel 1981, ISBN 3-85787-089-3.
- Andreas Missbach: Saubere Rendite – Ökologisch und sozial verantwortungsvoll investieren. Ott, Bern 2007, ISBN 978-3-7225-0084-3.
- Erklärung von Bern (Hrsg.): Rohstoff – Das gefährlichste Geschäft der Schweiz. Salis, Zürich 2011, ISBN 978-3-905801-50-7.
- Die Wahrheit über Schweizer Schokolade: Schokoladenfirmen im Vergleich. Erklärung von Bern, Zürich 2013, DNB 1038599652